# Lancelot Turpin de Crissé (-1414)
Pour les articles homonymes, voir Turpin de Crissé.
Lancelot Turpin de Crissé (mort en 1414), seigneur de Crissé, fils de Gui IV Turpin de Crissé et de Marie de Rochefort.
En 1388, il épouse Jeanne de Sancerre (° ~1360 - + avant 1396 ou en 1398), fille du comte Jean III. En secondes noces, Lancelot épouse, le 12 septembre 1398, Denise de Montmorency (+ après 1452), fille de Charles Ier de Montmorency et de Perrennelle de Villiers-de-L’Isle-Adam;
Lancelot et Denise eurent 8 enfants:
- Antoine Turpin de Crissé (° ~1400 + 1446), seigneur de Crissé; ép. ~1427 Anne de La Grésille.
- Jeanne Turpin de Crissé (° ~1400); ép. Jean de Rochechouart, seigneur de Mortemart.
- Catherine Turpin de Crissé ° ~1405; ép. Gui VII de La Roche-Guyon (+ avant 1460), seigneur de La Roche-Guyon, Attichy-sur-Aisne, Acquigny, Roncheville, Vaux et Bernardville. Mère de Marie de La Roche-Guyon.
- Jacques Turpin de Crissé; ép. 20/02/1490 Louise de Blanchefort
- Pierre Turpin de Crissé (+ 1473), évêque d’Evreux (1470-1473)
- Jeanne Turpin de Crissé; ép. 1449 François de Coësmes (elle serait plutôt la fille d'Antoine et d'Anne de La Grésille)
- Guilhemine Turpin de; ép. Geoffroi Bouer, seigneur de La Frogerie (° ~1415)
- Martine Turpin de Crissé, ép. en 1456, Jean V de Bueil (+ après 1474), comte de Sancerre, amiral de France.

## Sources
1. ↑  http://racineshistoire.free.fr/LGN/PDF/Turpin-de-Crisse.pdf